# Glansryggad savfluga
Glansryggad savfluga (Periscelis nigra) är en tvåvingeart som först beskrevs av Zetterstedt 1860.  Glansryggad savfluga ingår i släktet Periscelis och familjen savflugor. Arten är reproducerande i Sverige. Inga underarter finns listade i Catalogue of Life.